# 陆新平

陸新平牧徽

陸新平（Francisus Lu Xinping，聖名方濟各，1963年—），是中國籍天主教總主教。他並得到中國天主教愛國會和羅馬教廷的雙重認可，是現任南京总教区總主教。

## 生平
1963年，陸新平生於中國江蘇省海門縣德勝鎮。1979年進入上海佘山修院，1989年被自選自聖的海門教區主教郁成才祝聖為司鐸。
曾任啟東曹家鎮堂區本堂司鐸。後被自選自聖的南京教區主教劉元仁指定為自己的繼承人，於2000年1月6日在北京晉牧，但不被罗马天主教会教会法承认。2005年4月20日劉元仁死後繼任為官方教會的南京教區主教。2007年通過忠貞教會聯繫教廷請求寬恕，並於2008年得到教宗本篤十六世的認可。
陸新平被認可後於2010年4月襄禮海門教區沈斌主教的晉牧，2008年10月4日主禮本教區高源、沈春東、郭建文的晉鐸；2012年5月1日主禮本教區于小東、趙國民的晉鐸；2013年5月24日主禮本教區王太平、宗學寧的晉鐸。
陸新平主教曾任江苏省天主教爱国会副主任、教务委员会副主任兼秘书长。2008年，当选第十一届全国政协委员，代表宗教界，分入第五十一组。